# اشکاردشت
اشکاردشت، روستایی است از توابع بخش مرکزی شهرستان چالوس در استان مازندران ایران.

## جمعیت
این روستا در دهستان کلارستاق شرقی قرار دارد و براساس سرشماری مرکز آمار ایران در سال ۱۳۸۵، جمعیت آن ۱۴۲۱ نفر (۳۵۲خانوار) بوده‌است. مردم اشکاردشت از قومیت طبری هستند. مردم اشکاردشت به زبان طبری با گویش چالوسی سخن می‌گویند.